# Continental Basketball Association

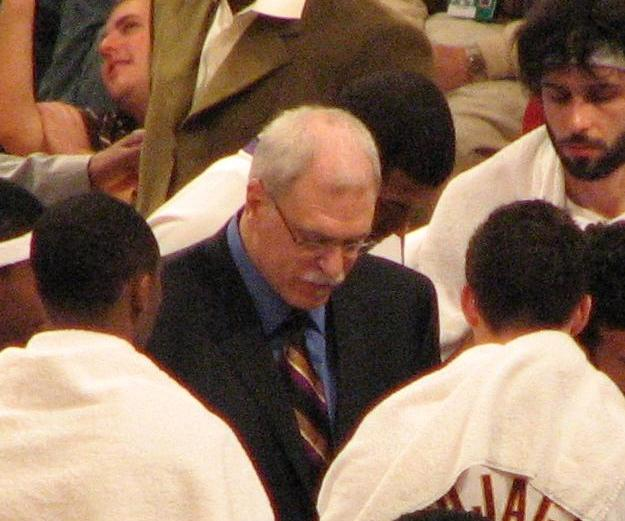
Phil Jackson, allenatore dell'anno 1984

La Continental Basketball Association, meglio conosciuta con l'acronimo CBA, è stata una lega statunitense di pallacanestro professionistica.
Prima della fondazione della NBA D-League, la CBA era il principale serbatoio per le panchine delle squadre della National Basketball Association, e le franchigie erano formate da città prive di squadre NBA e lontane anche dal richiamo del college basketball; da ricordare fra le altre: Albany (NY), Tacoma, Oklahoma City, Omaha, Sioux Falls.
Nel 2001 la CBA dichiarò bancarotta, ma nell'autunno dello stesso anno un gruppo di franchigie acquistò nome, logo, registri e altre proprietà dai precedenti proprietari e riprese le attività mantenendo il nome di Continental Basketball Association.
Molti i giocatori che venendo dalla CBA hanno avuto una brillante carriera NBA, come non ricordare almeno John Starks e Anthony Mason, mentre a livello di allenatori la CBA è stata l'officina per la crescita del grande Phil Jackson che portò al trionfo in questa lega i suoi Albany Patroons.

## Storia
La CBA si definisce con orgoglio La più antica lega professionistica di pallacanestro al mondo. Fu infatti fondata nel 1946, con il nome di Eastern Pennsylvania Basketball League, visto che le 6 squadre iscritte avevano tutte sede nello stato della  Pennsylvania. Due anni dopo il nome cambiò in Eastern Professional Basketball League, e nel periodo successivo si aggiunsero altre franchigie dagli stati confinanti.
La EPBL continuò tuttavia ad essere una lega minore a carattere prevalentemente locale, finché nel 1970 si ribattezzò Eastern Basketball League e iniziò a svolgere la funzione di lega di sviluppo per le franchigie di NBA e ABA. Nel 1978 assunse infine il nome attuale, e iniziò ad annoverare squadre da tutti gli Stati Uniti e dal Canada.
Nel 1999 tutte le squadre della lega furono acquistate da un gruppo di investitori facenti capo all'ex giocatore della NBA Isiah Thomas. Questo tipo di gestione si rivelò tuttavia fallimentare, e la CBA, dopo 55 anni di attività ininterrotta chiuse i battenti nel 2001. Lo stesso Thomas, che subito dopo aver assunto la guida della lega abbandonò per un contratto di allenatore a Indiana, in NBA, fu considerato il responsabile del fallimento. In quello stesso anno però le ex squadre della lega, assieme a quelle di altre leghe minori come la International Basketball League e la International Basketball Association, rilevarono il marchio CBA e ridiedero vita all'antica lega.
La nuova CBA ha continuato a sopravvivere fino al 2008, anno in cui, colpite dalla crisi economica globale, quasi tutte le franchigie dichiararono fallimento. Il campionato 2008-2009 fu concluso in anticipo, con una serie finale disputata dalle migliori tra le quattro squadre rimaste, e vinta dai Lawton-Fort Sill Cavalry sugli Albany Patroons.
Per il 2009-10 la lega, pur non dichiarando apertamente la fine delle operazioni, non ha tuttavia programmato alcun campionato.

### Innovazioni
Nella sua storia la CBA ha introdotto nel basket professionistico alcune innovazioni che sono poi state adottate nelle leghe più importanti, come l'NBA.
- Integrazione razziale. Già nel 1946 una squadra CBA, gli Hazleton Mountaineers, schierarono nel loro roster tre giocatori afro-americani: Bill Brown, Zack Clayton and John Isaacs. Isaacs aveva giocato in una squadra di soli giocatori neri, i Washington Bear, mentre gli altri due provenivano dagli Harlem Globetrotters. Nel 1955 gli Hazleton Hawks furono la prima squadra professionistica a schierare un quintetto composto completamente da giocatori afro-americani.
- Tiro da tre punti. Anche se la prima lega a introdurre la linea dei tre punti fu la American Basketball League nel 1961, la CBA introdusse questa regola nel 1964, e nel suo campionato si perfezionarono molti specialisti del tiro da tre.
- Canestri sganciabili. Dopo che Darryl Dawkins nel 1979 frantumò due tabelloni con le sue schiacciate, la CBA testò un nuovo modello di canestri sganciabili, che furono poi adottati dalle altre leghe e sono in uso ancora oggi.
- Contratto di 10 giorni. Negli anni '80, un accordo con la NBA permise l'introduzione del "Contratto di 10 giorni": le squadre della NBA potevano firmare contratti con giocatori della CBA per 10 giorni: dopo due di questi contratti la squadra era obbligata a trattenere il giocatore per il resto della stagione o lasciarlo alla squadra CBA da cui proveniva. Questo tipo di contratti ha permesso a molti cestisti provenienti dalla CBA di affermarsi in NBA.

## Albo d'oro

### Eastern Pennsylvania Basketball League (1946-1947)
- 1946-47: Wilkes-Barre Barons

### Eastern Professional Basketball League (1947-1970)
| - 1947-48: Reading Keys - 1948-49: Pottsville Packers - 1949-50: Williamsport Billies - 1950-51: Sunbury Mercuries - 1951-52: Pottsville Packers - 1952-53: Williamsport Billies - 1953-54: Williamsport Billies - 1954-55: Wilkes-Barre Barons - 1955-56: Wilkes-Barre Barons - 1956-57: Scranton Miners - 1957-58: Wilkes-Barre Barons - 1958-59: Wilkes-Barre Barons - 1959-60: Easton-Phillipsburg Madisons - 1960-61: Baltimore Bullets - 1961-62: Allentown Jets - 1962-63: Allentown Jets - 1963-64: Camden Bullets - 1964-65: Allentown Jets - 1965-66: Wilmington Blue Bombers - 1966-67: Wilmington Blue Bombers - 1967-68: Allentown Jets - 1968-69: Wilkes-Barre Barons - 1969-70: Allentown Jets |

### Eastern Basketball Association (1970-1978)
- 1970-71: Scranton Apollos
- 1971-72: Allentown Jets
- 1972-73: Wilkes-Barre Barons
- 1973-74: Hartford Capitols
- 1974-75: Allentown Jets
- 1975-76: Allentown Jets
- 1976-77: Scranton Apollos
- 1977-78: Wilkes-Barre Barons

### Continental Basketball Association (1978-2009)
| Stagione  | Campioni                   | Serie / Risultato | Contendente                |
| 1978-79   | Rochester Zeniths          | 4-0               | Anchorage Northern Knights |
| 1979-80   | Anchorage Northern Knights | 4-3               | Rochester Zeniths          |
| 1980-81   | Rochester Zeniths          | 4-0               | Montana Golden Nuggets     |
| 1981-82   | Lancaster Lightning        | 4-1               | Billings Volcanos          |
| 1982-83   | Detroit Spirits            | 4-3               | Montana Golden Nuggets     |
| 1983-84   | Albany Patroons            | 3-2               | Wyoming Wildcatters        |
| 1984-85   | Tampa Bay Thrillers        | 4-3               | Detroit Spirits            |
| 1985-86   | Tampa Bay Thrillers        | 4-1               | La Crosse Catbirds         |
| 1986-87   | Rapid City Thrillers       | 4-1               | Rockford Lightning         |
| 1987-88   | Albany Patroons            | 4-3               | Wyoming Wildcatters        |
| 1988-89   | Tulsa Fast Breakers        | 4-0               | Rockford Lightning         |
| 1989-90   | La Crosse Catbirds         | 4-1               | Rapid City Thrillers       |
| 1990-91   | Wichita Falls Texans       | 4-3               | Quad City Thunder          |
| 1991-92   | La Crosse Catbirds         | 4-3               | Rapid City Thrillers       |
| 1992-93   | Omaha Racers               | 4-1               | Grand Rapids Hoops         |
| 1993-94   | Quad City Thunder          | 4-1               | Omaha Racers               |
| 1994-95   | Yakima Sun Kings           | 4-1               | Pittsburgh Piranhas        |
| 1995-96   | Sioux Falls Skyforce       | 4-1               | Fort Wayne Fury            |
| 1996-97   | Oklahoma City Cavalry      | 4-1               | Florida Beach Dogs         |
| 1997-98   | Quad City Thunder          | 4-3               | Sioux Falls Skyforce       |
| 1998-99   | Connecticut Pride          | 4-1               | Sioux Falls Skyforce       |
| 1999-2000 | Yakima Sun Kings           | 109-93            | La Crosse Bobcats          |
| 2000-01   |                            | non assegnato     |                            |
| 2001-02   | Dakota Wizards             | 116-109           | Rockford Lightning         |
| 2002-03   | Yakima Sun Kings           | 117-107           | Grand Rapids Hoops         |
| 2003-04   | Dakota Wizards             | 132-129           | Idaho Stampede             |
| 2004-05   | Sioux Falls Skyforce       | 3-1               | Rockford Lightning         |
| 2005-06   | Yakama Sun Kings           | 3-1               | Gary Steelheads            |
| 2006-07   | Yakama Sun Kings           | 3-0               | Albany Patroons            |
| 2007-08   | Oklahoma Cavalry           | 3-2               | Minot SkyRockets           |
| 2008-09   | Lawton-Fort Sill Cavalry   | 2-1               | Albany Patroons            |

## Lista delle squadre
Per ogni franchigia è riportata l'ultima denominazione, e tra parentesi le precedenti sedi e denominazioni.
- Albany Patroons (1982-92, 2005-09; Capital Region Pontiacs nel 1992-93; Hartford Hellcats nel 1993-95; Connecticut Pride nel 1995-2001)
- Albuquerque Silvers (1980-85; Alberta Dusters nel 1980-82; Las Vegas Silvers nel 1982-83)
- Allentown Rockets (1946-47)
- Anchorage Northern Knights (1977-82)
- Atlantic City Hi Rollers (1977-82; Washington Metros nel 1977-78; Baltimore Metros nel 1978-79; Mohawk Valley Thunderbirds nel 1978-79; Utica Olympics nel 1979-80)
- Bakersfield Jammers (1989-92; San Jose Jammers nel 1989-91)
- Berwick Carbuilders (1949-51; 1952-54)
- Billings Volcanos (1979-83; Hawaii Volcanos nel 1979-80)
- Brooklyn Dodgers (1977-78)
- Butte Daredevils (2006-08)
- Charleston Gunners (1974-87)
- Cherry Hill Rookies (1973-75)
- Dakota Wizards (2001-06) (dall'IBA nel 2001; alla NBA D-League nel 2006)
- Delaware Blue Bombers (1963-71; Wilmington Blue Bombers nel 1963-70)
- East Orange Colonials (1972-74; Garden State Colonials nel 1972-73)
- Evansville Thunder (1984-86)
- Fargo-Moorhead Beez (2001-02; dall'IBA nel 2001)
- Fort Wayne Fury (1991-01)
- Gary Steelheads (2000-06) (alla USBL nel 2007)
- Grand Rapids Hoops (1989-03; Grand Rapids Mackers nel 1994-96)
- Great Falls Explorers (2006-08)
- Great Lakes Storm (2001-05; Flint Fuze nel 2001-02)
- Hamden Bics (1965-71; New Haven Elms nel 1965-69)
- Hamilton Pat Pavers (1970-74; Bridgeport Flyers nel 1967-68; Binghamton Flyers nel 1968-70; Trenton Pat Pavers nel 1970-72)
- Harrisburg Capitols (1951, 1952-53)
- Harrisburg Hammerheads (1978-95; Maine Lumberjacks nel 1978-83; Bay State Bombardiers nel 1983-86; Pensacola Tornadoes nel 1986-91; Birmingham Bandits nel 1991-92; Rochester Renegades nel 1992-94)
- Harrisburg Patriots (1965-67)
- Harrisburg Senators (1947-51)
- Hartford Capitols (1966-74; Baltimore Bullets nel 1958-61; Camden Bullets nel 1961-66)
- Hartford Downtowners (1976-77)
- Hazleton Hawks (1953-62)
- Hazleton Mountaineers (1946-48)
- Hazleton Mountaineers (1948-1952; York Victory A.C. nel 1948-51; Ashland Greens 1951-52)
- Indiana Alley Cats (2006-2009)
- Idaho Stampede (1997-06) (alla NBA D-League nel 2006)
- Jersey Shore Bullets (1970-79; Camden Bullets nel 1970-71; Cherry Hill Demons nel 1971-72; Hazleton Bits nel 1972; Hamburg Bullets nel 1972-73; Hazleton Bullets nel 1973-76; Shore Bullets nel 1976-77)
- La Crosse Bobcats (1983-01; Toronto Tornadoes nel 1983-86; Pensacola Tornadoes nel 1985-86; Jacksonville Jets nel 1986-87; Mississippi Jets nel 1986-88; Wichita Falls Texans nel 1988-94; Chicago Rockers nel 1994-96)
- Lancaster Red Roses (1946-55; Lancaster Rockets nel 1949-53)
- Lawton-Fort Sill Cavalry (2007-2009; Oklahoma Cavalry nel 2007-08; alla Premier Basketball League nel 2009)
- Lebanon Seltzers (1952-54; Pottsville Bolognas nel 1953-54)
- Lehigh Valley Jets (1957-81; Wilmington Jets nel 1957-58; Allentown Jets nel 1958-79)
- Long Island Ducks (1977-78)
- Long Island Sounds (1975-76)
- Maine Windjammers (1983-86; Puerto Rico Coquis nel 1983-85)
- Michigan Mayhem (2004-06)
- Minot SkyRockets (2006-2009)
- Montana Golden Nuggets (1980-81-82-83)
- New York-Harlem Yankees (1955-56)
- Oklahoma City Cavalry (1990-97)
- Omaha Racers (1982-97; Wisconsin Flyers nel 1982-87; Rochester Flyers nel 1987-89)
- Philadelphia Lumberjacks (1947-48)
- Pittsburgh Piranhas (1983-95; Louisville Catbirds nel 1983-85; La Crosse Catbirds nel 1985-94)
- Pittsburgh Xplosion (2006-2009)
- Pottsville Packers (1946-52; Binghamton Triplets nel 1946-47; Pottsville Pros nel 1947)
- Providence Shooting Stars (1977-78)
- Quad City Thunder (1987-01)
- Quincy Chiefs (1977-78)
- Rapid City Thrillers (1984-97; Tampa Bay Thrillers nel 1984-86; Florida Beach Dogs nel 1995-97; all'IBA nel 1997)
- Reading Merchants (1946-52; Reading Keys nel 1946-49; Reading Rangers nel 1949-51)
- Reading Keys (1957-58)
- Reno Bighorns (1982-83)
- Rio Grande Valley Silverados (2007-08; all'ABA 2000 nel 2008)
- Rochester Zeniths (1978-83)
- Rockford Lightning (1975-2006; Lancaster Red Roses nel 1975-80; Philadelphia Kings nel 1980-81; Lancaster Lightning nel 1981-85; Baltimore Lightning nel 1985-86)
- San Diego Wildcards (1982-96; Detroit Spirits nel 1982-86; Savannah Spirits nel 1986-88; Tulsa Fast Breakers nel 1988-91; Tulsa Zone nel 1991-92; Fargo-Moorhead Fever nel 1992-94; Mexico City Aztecas nel 1994-95)
- Santa Barbara Islanders (1989-90)
- Saskatchewan Hawks (2001-02) (dall'IBA)
- Scranton Aces (1975-81; Wilkes-Barre Barons nel 1975-76; Brooklyn Pros nel 1975-76; Wilkes-Barre Barons nel 1976-79; Pennsylvania Barons nel 1979-80)
- Scranton Apollos (1954-77; Scranton Miners nel 1954-70)
- Shreveport Storm (1983-96; Sarasota Stingers nel 1983-85; Florida Stingers nel 1985-86; Charleston Gunners nel 1986-89; Columbus Horizon nel 1989-94; Shreveport Crawdads nel 1994-95)
- Sioux Falls Skyforce (1989-2006) (alla NBA D-League nel 2006)
- Springfield Hall of Famers (1965-69; Johnstown C-J's nel 1965-66; Asbury Park Boardwalkers nel 1966-68)
- Sunbury Mercuries (1947-71)
- Syracuse Centennials (1976-77)
- Trenton Capitols (1955-56)
- Trenton Capitols (1975-76)
- Trenton Colonials (1962-69; Easton-Phillipsburg Madisons nel 1956-62)
- Tri-City Chinook (1982-95; Ohio Mixers nel 1982-84; Cincinnati Slammers nel 1984-87; Cedar Rapids Silver Bullets nel 1988-91)
- Utah Eagles (2006-07)
- Wilkes-Barre Barons (1946-47; 1954-74)
- Williamsport Billies (1947-64)
- Wyoming Wildcatters (1982-88)
- Yakama Sun Kings (1985-2008; Kansas City Sizzlers nel 1985-86; Topeka Sizzlers nel 1986-90; Yakima Sun Kings nel 1990-2005)